# Belisana yongsheng
Espèce
Belisana yongsheng est une espèce d'araignées aranéomorphes de la famille des Pholcidae.

## Distribution
Cette espèce est endémique du Yunnan en Chine,. Elle se rencontre dans le xian de Yongsheng dans la grotte Yinhe.

## Description
Le mâle holotype mesure 1,74 mm.

## Systématique et taxinomie
Cette espèce a été décrite par Zhang, Li et Yao en 2024.

## Étymologie
Son nom d'espèce lui a été donné en référence au lieu de sa découverte, le xian de Yongsheng

## Publication originale
(mai 2024).
- Zhang, Wu, Li & Yao, 2024 : « Eight new spider species of Belisana Thorell, 1898 (Araneae, Pholcidae), with an updated overview of Belisana species from Yunnan, China. » ZooKeys, vol. 1202, p. 255-286 (texte intégral).